# Josep Maria Puig Bori
Josep Maria Puig Bori   (Barcelona, 26 de setembre de 1903 - Barcelona, 5 d'agost de 1980) fou un waterpolista nedador català que va competir durant les dècades de 1920 i 1930.
Va prendre part en dues edicions dels Jocs Olímpics. El 1924, a París, fou vuitè en la competició de waterpolo, mentre el 1928, a Amsterdam, fou novè en la mateixa competició.
Membre del Club Natació Barcelona, en el seu palmarès destaquen sis de Catalunya (1923, 1924, 1925, 1929, 1930, 1934). Com a nedador fou campió de Catalunya de 400 metres lliures (1924) i dos cops de 1.500 metres lliures (1921, 1924).